# Anulabilidad
La anulabilidad es, en derecho, una causa de invalidez de un acto jurídico, que deriva de un vicio de la voluntad o de un defecto de capacidad de la parte contratante.
No hay que confundir la anulación con la derogación o la denuncia de un acto. La anulación implica que el acto nunca ocurrió, y por lo tanto, nunca produjo efectos jurídicos.
Se asemeja en gran medida a la figura jurídica de la nulidad, pero tiene importantes diferencias: puede ser subsanable y para que tenga efecto debe existir un acto de parte del interesado.

## Casos de anulabilidad
La anulabilidad de un acto puede producirse por muchos motivos, entre los cuales podemos mencionar:
- Ausencia de consentimiento real en un acto jurídico que lo requiera.
- Ausencia de la capacidad de las personas que realizan el acto: menores de edad o incapaces.
- Vicios de la voluntad (error, dolo, fuerza, violencia o intimidación).

## Nulidad y anulabilidad
La doctrina diferencia entre nulidad y anulabilidad:
- Cuando un acto es nulo de pleno derecho, no tiene ningún efecto jurídico, y cualquier juez debería aplicar la nulidad de oficio. También se le conoce como nulidad absoluta o insaneable.   Por ejemplo, un Reglamento ilegal, será siempre declarado nulo.
- Cuando un acto es anulable, existen unos interesados que pueden pedir la anulación del mismo. Mientras tanto, el acto es válido. También se le conoce como nulidad relativa o saneable.  Por ejemplo, un Acto Administrativo, será siempre declarado anulable.

En el caso que nos ocupa, el motivo principal de anulabilidad de un acto procede de la ausencia de capacidad de la persona que lo firmó. En este caso, cuando la persona adquiere capacidad necesaria, puede optar por anular el acto si así lo desea, o mantenerlo como está (subsanarlo).
Por ello, en el caso de un contrato, la persona que contrató con un menor de edad puede encontrarse con la anulación del mismo (si el menor cuando alcanza la mayoría de edad, o su representante antes de eso, así lo estiman), pero no podría solicitarlo él a un juez. Con ello, se busca la protección de la parte más débil.